# Live at Budokan ~Red Night~
Live at Budokan ~Red Night~ (LIVE AT BUDOKAN 〜RED NIGHT〜), estilizado como LIVE AT BUDOKAN ~RED NIGHT~, é o primeiro álbum ao vivo do grupo japonês de kawaii metal Babymetal, lançado em 7 de janeiro de 2015.

## Conteúdo
O álbum é composto por um concerto one-man live (one-man live é um termo wasei-eigo que indica um concerto realizado por um artista, isto é, sem ato de abertura) realizado pelo grupo em 1 de março de 2014 (Akai Yoru Legend "Kyodai Corset Matsuri" ~Tenkaichi Metal Budokai Final~), na arena Nippon Budokan. O trabalho de masterização foi feito pelo ganhador do Grammy Award, Ted Jensen, engenheiro no estúdio Sterling Sound. Sobre seu trabalho, Jensen citou "Eu trabalhei nele com a consciência de fazer o ouvinte ter um senso de realidade, fazendo com que o mesmo sinta-se no local do concerto".
Além disso, a primeira prensa da edição limitada do álbum acompanha um music card com um código para o download digital da canção "Road of Resistance", que foi estreada durante um concerto do grupo em Londres e que, mais tarde, veio a ser anunciada como uma colaboração entre Babymetal, Sam Totman e Herman Li, guitarristas da banda britânica DragonForce.

## Faixas
| Akai Yoru Legend "Kyodai Corset Matsuri" ~Tenkaichi Metal Budokai Final~ 2014/03/01 at Nippon Budokan |                                                  |         |  |
| N.º                                                                                                   | Título                                           | Duração |  |
| 1. | "Megitsune" (メギツネ)                           | 5:19    |  |
| 2. | "Doki Doki Morning" (ド・キ・ド・キ☆モーニング)  | 4:02    |  |
| 3. | "Gimme Chocolate!!" (ギミチョコ！！)             | 3:58    |  |
| 4. | "Iine!" (いいね！)                               | 4:15    |  |
| 5. | "Catch Me If You Can" (Catch me if you can)      | 5:54    |  |
| 6. | "Uki Uki Midnight" (ウ・キ・ウ・キ★ミッドナイト) | 3:29    |  |
| 7. | "Akumu no Rinbukyoku" (悪夢の輪舞曲)             | 3:41    |  |
| 8. | "Onedari Daisakusen" (おねだり大作戦)            | 3:37    |  |
| 9. | "4 no Uta" (4の歌)                               | 6:00    |  |
| 10.                                                                                                   | "Akatsuki" (紅月-アカツキ-)                      | 5:31    |  |
| 11.                                                                                                   | "Babymetal Death" (BABYMETAL DEATH)              | 5:51    |  |
| 12.                                                                                                   | "Head Bangya!!" (ヘドバンギャー！！)             | 5:31    |  |
| 13.                                                                                                   | "Ijime, Dame, Zettai" (イジメ、ダメ、ゼッタイ)   | 8:58    |  |
| Duração total:                                                                                        | Duração total:                                   | 66:11   |  |

| Faixa bônus - download digital via iTunes e RecoChoku |                                                                               |         |  |
| N.º                                                   | Título                                                                        | Duração |  |
| 14.                                                   | "Road of Resistance" (Participação de Sam Totman e Herman Li, de DragonForce) | 5:19    |  |

## Desempenho nas paradas musicais
No Japão, o álbum vendeu aproximadamente 24 000 cópias na semana de seu lançamento, estreando em 3° lugar na parada semanal da Oricon de 19 de janeiro de 2015. Essa foi a primeira vez em 11 anos e dois meses que um álbum ao vivo por um grupo ou artista feminino alcançou o topo da parada na semana de seu lançamento, sendo precedido pelo álbum Kiseki, lançado pelo grupo chinês 12 Girls Band, que alcançou o 3° lugar na semana de 17 de novembro de 2003. Entre grupos japoneses, essa é a primeira vez em 24 anos e sete meses, precedido por Shining Star, lançado pela dupla pop Wink. Babymetal tornou-se o quarto grupo a realizar tal feito, seguindo Pink Lady, Candies e Wink. O álbum também alcançou o 3° lugar na parada semanal da Billboard Japan.
O álbum foi lançado internacionalmente via iTunes Store, alcançando o primeiro lugar nas paradas de metal dos Estados Unidos, Reino Unido, Canadá e Alemanha, além de alcançar o topo das paradas de metal em Taiwan e Austrália. Nos Estados Unidos, o álbum alcançou a 21ª posição na parada Heatseekers e a 3ª na parada World Albums, enquanto no Reino Unido o álbum alcançou a 18ª posição na parada Independent Albums Breakers.
| Parada (2015)                                 | Melhor posição |
| --------------------------------------------- | -------------- |
| Japão (Oricon Shukan CD Album)                | 3              |
| Japão (Billboard Japan Top Albums Sales)      | 3              |
| Japão (Tower Records Zenten Sogo Album)       | 2              |
| Estados Unidos (Billboard Heatseekers Albums) | 21             |
| Estados Unidos (Billboard World Albums)       | 3              |
| Reino Unido (OCC Independent Albums Breakers) | 18             |
| Mundo (World Albums Top 40)                   | 25             |

| Parada (2015)                    | Melhor posição |
| -------------------------------- | -------------- |
| Japão (Oricon Daily CD Album)    | 2              |
| Japão (Tower Records Daily Sogo) | 2              |

| Parada (2015)                  | Melhor posição |
| ------------------------------ | -------------- |
| Japão (Oricon Gekkan CD Album) | 13             |

## Histórico de lançamento
| Região    | Data de lançamento      | Formato                             | Gravadora     |
| --------- | ----------------------- | ----------------------------------- | ------------- |
| Japão     | 7 de janeiro de 2015    | CD, CD+music card, download digital | BMD Fox       |
| Canadá    | 15 de janeiro de 2015   | CD                                  | Toy's Factory |
| Irlanda   | 20 de fevereiro de 2015 | CD                                  | Toy's Factory |
| Austrália | 20 de fevereiro de 2015 | CD                                  | Toy's Factory |